# Brian Pendleton
 (mars 2019).
Si vous disposez d'ouvrages ou d'articles de référence ou si vous connaissez des sites web de qualité traitant du thème abordé ici, merci de compléter l'article en donnant les références utiles à sa vérifiabilité et en les liant à la section « Notes et références ».
Pour les articles homonymes, voir Pendleton.
Brian Pendleton (13 avril 1944, Wolverhampton – 16 mai 2001, Maidstone) est un guitariste anglais, membre fondateur des Pretty Things.
Fin 1963, alors qu'il travaille dans une compagnie d'assurances à Londres, il répond à une annonce passée dans Melody Maker et rejoint Dick Taylor (tous deux étaient allés à la même école de Dartford plus jeunes), Phil May et John Stax. Il tient la guitare rythmique sur les premiers singles à succès du groupe, puis sur ses deux premiers albums, The Pretty Things et Get the Picture?, jouant également à l'occasion de la basse.
Pendleton quitte le groupe fin 1966, apparemment en raison de l'épuisement provoqué par les tournées, sans compter la désapprobation de sa famille à l'égard de son choix de carrière. Il ne rejoue avec les Pretty Things qu'à une occasion, en 1995.